# Милица
Ми́лица — женское личное имя славянского происхождения. В русский антропонимикон пришло из сербского языка (где имеет ударение на первом слоге); имя образовано от общеславянской основы слова «милая».
В православный именослов имя попало после канонизации святой княгини Милицы Сербской, жены последнего независимого правителя Сербии князя Лазаря Хребеляновича, погибшего в 1389 году в битве на Косовом поле.
Имя популярно в Сербии, Македонии и Черногории. В сербском языке имеет значение миленькая, милая, любимая. В белорусском языке, милица означает «камыш», «тросточка», в диалектах «озёрный ситник». Производное, с суффиксом -ica, от праславянского прилагательного milъ(јь).

## Именины
Православные именины (даты даны по григорианскому календарю):
- 5 февраля, 1 августа, 12 сентября.

1. Княгиня Милица Сербская
2. Мученица Милица Кувшинова

## Известные носительницы имени
- Милица Сербская (ок. 1335—1405) — православная святая, супруга сербского князя Лазаря Хребеляновича.
- Милица Черногорская — великая княгиня, супруга Петра Николаевича.
- Милица Васильевна Нечкина (1899—1985) — советский историк. Профессор, академик АН СССР (1958) и АПН РСФСР (1947). Лауреат Сталинской премии второй степени (1948).
- Милица Эдвиновна Матье (1899—1966) — советский египтолог, искусствовед и историк. Профессор. Заслуженный деятель искусств РСФСР (1964).
- Милла Йовович (1975) —  американская актриса, модель, певица.